# Södra Skålltjärnen (Äppelbo socken, Dalarna)
Södra Skålltjärnen är en sjö i Vansbro kommun i Dalarna och ingår i Dalälvens huvudavrinningsområde.